# Campionato mondiale di hockey su ghiaccio 1989
Il campionato mondiale di hockey su ghiaccio 1989 (53ª edizione) si è svolto dal 15 aprile al 1º maggio 1989 in Svezia, in particolare nelle città di Södertälje e Stoccolma. Esso è stato considerato anche come campionato europeo, alla sua 64ª edizione.
Vi hanno partecipato otto rappresentative nazionali. A trionfare è stata la nazionale sovietica, che ha conquistato così il suo 21º titolo mondiale.
Per quanto riguarda il titolo europeo sono state considerate le sfide tra le nazionali europee relative al primo turno della manifestazione ed il titolo è andato anche in questo caso alla nazionale sovietica, che ha ottenuto il suo 26º titolo europeo.

## Nazionali partecipanti
- Unione Sovietica
- Svezia
- Cecoslovacchia
- Canada
- Finlandia
- Stati Uniti
- Polonia
- Germania Ovest

## Podio

### Mondiale
| Pos. | Squadra          |
| ---- | ---------------- |
| 1°   | Unione Sovietica |
| 2°   | Canada           |
| 3°   | Cecoslovacchia   |

### Europeo
| Pos. | Squadra          |
| ---- | ---------------- |
| 1°   | Unione Sovietica |
| 2°   | Cecoslovacchia   |
| 3°   | Svezia           |